# Derivação regressiva
A derivação regressiva ou retroformação consiste em formar uma nova palavra removendo um afixo, por meio da supressão da palavra primitiva, gerando uma derivada. Por exemplo, portuga para português, boteco para botequim e agito para agitar.
Assim definida, a derivação regressiva só é perceptível de uma perspectiva diacrônica: só a história da língua permite determinar que a nova palavra foi obtida eliminando o sufixo de uma palavra já existente, e não o contrário.
Os muitos nomes deverbais, substantivos obtidos pela retirada da marca do infinitivo, como acordo que vem de acordar e recusa que vem de recusar, há muito são analisados como casos de derivação regressiva. Mas a tendência atual é considerar, como Lehmann e Martin-Berthet, que a desinência do infinitivo é uma desinência, portanto caindo sob a inflexão, e não um sufixo; a retirada desta terminação marca apenas uma mudança de categoria, o que constitui um fenômeno de derivação indevida, também chamada de conversão.

## Artigos relacionados
- derivação
  - derivação léxica
- transliteração
- truncamento